# Behind Closed Doors (serie televisiva)
Behind Closed Doors è una serie televisiva americana di spionaggio. Ha come protagonista Bruce Gordon ed è andata in onda sulla NBC durante la stagione televisiva 1958-59.

## Trama
Serie antologica, Behind Closed Doors, ogni settimana raccontava intrighi internazionali e incidenti di controspionaggio occidentale durante la Guerra Fredda. Il comandante della Marina degli Stati Uniti Matson conduce la serie e appare come personaggio in alcuni dei suoi episodi. Il contrammiraglio Ellis M. Zacharias fornisce commenti alla fine di ogni episodio.

## Produzione
Harry Ackerman, allora vicepresidente della Screen Gems, creò Behind Closed Doors.
Gli episodi di Behind Closed Doors sono basati sui file del contrammiraglio Ellis M. Zacharias, che prestò servizio nella Marina degli Stati Uniti dal 1912 al 1946 e trascorse una carriera di 25 anni nell'intelligence navale, culminati con la nomina a vicedirettore dell'intelligence navale. Il titolo della serie era lo stesso di un libro che aveva scritto, e lui prestò servizio come consulente tecnico per la serie. I suoi file riguardavano eventi della vita reale dell'era precedente alla Guerra Fredda, quindi, sebbene ispirati da eventi della vita reale precedenti alla Guerra Fredda, le trame di Behind Closed Doors furono aggiornate, ricollocate e romanzate per descrivere il periodo della Guerra Fredda.

## Trasmissione
Behind Closed Doors debuttò il 2 ottobre 1958 e ne furono prodotti 26 episodi. Andò in onda sulla NBC il giovedì alle 21:00, ora orientale. La serie fu cancellata dopo una sola stagione e il suo ultimo episodio fu trasmesso il 9 aprile 1959.

## Episodi
| nº | Titolo originale                 | Prima TV         |
| -- | -------------------------------- | ---------------- |
| 1  | The Cape Canaveral Story         | 2 ottobre 1958   |
| 2  | Flight to Freedom                | 9 ottobre 1958   |
| 3  | Double Jeopardy                  | 16 ottobre 1958  |
| 4  | M.I.G. 9                         | 23 ottobre 1958  |
| 5  | Trouble in Test Cell #19         | 30 ottobre 1958  |
| 6  | Man in the Moon                  | 6 novembre 1958  |
| 7  | The Nike Story                   | 13 novembre 1958 |
| 8  | It Was Learned on High Authority | 27 novembre 1958 |
| 9  | The Enemy on the Flank           | 4 dicembre 1958  |
| 10 | A Cover of Art                   | 11 dicembre 1958 |
| 11 | The Middle East Story            | 18 dicembre 1958 |
| 12 | The Brioni Story                 | 25 dicembre 1958 |
| 13 | The Obelisk                      | 1º gennaio 1959  |
| 14 | The Germany Story                | 8 gennaio 1959   |
| 15 | The Alkaloid Angle               | 22 gennaio 1959  |
| 16 | Crypto 40                        | 29 gennaio 1960  |
| 17 | The Alaskan Story                | 5 febbraio 1959  |
| 18 | The Quemoy Story                 | 12 febbraio 1959 |
| 19 | The Vicec Story                  | 19 febbraio 1960 |
| 20 | The Geneva Story                 | 26 febbraio 1959 |
| 21 | The Meeting                      | 5 marzo 1959     |
| 22 | Mightier Than the Sword          | 12 marzo 1959    |
| 23 | The Gamble                       | 19 marzo 1959    |
| 24 | Double Agent                     | 26 marzo 1959    |
| 25 | The Antidote                     | 2 aprile 1959    |
| 26 | Assignment Prague                | 9 aprile 1959    |